# Sanderus
Sanderus – fikcyjna postać z powieści Krzyżacy Henryka Sienkiewicza; wędrowny handlarz i manipulator.

## Życiorys
Przedstawiał się jako Niemiec, znający język polski, z racji pochodzenia z Torunia. Spryciarz i krętacz, jako wędrowiec handlował relikwiami, wśród których były m.in.: kopyto osiołka, na którym „odbyła się ucieczka do Egiptu, które znalezione było koło piramid”, „pióro ze skrzydeł archanioła Gabriela, które podczas Zwiastowania uronił”, „dwie głowy przepiórek zesłanych Izraelitom na puszczy”, „olej, w którym poganie św. Jana chcieli usmażyć”, szczebel z drabiny, która przyśniła się Jakubowi, łzy Marii Egipcjanki, rdza z kluczy św. Piotra, krople potu św. Jerzego, które wylał w walce ze smokiem.
Sprzedawał również odpusty: całkowite, na 500 lat, 300, 200 i mniej, za grzechy przeszłe i przyszłe. Oferował je w różnych cenach w zależności od ich znaczenia oraz możliwości finansowych skruszonych grzeszników, „aby i ubodzy ludzie mogli je nabywać i tym sposobem czyśćcowe męki sobie skracać”. Bywał w różnych miejscach, m.in. na zamku w Malborku. Został ocalony przez Zbyszka z Bogdańca od śmierci; nie tylko z wdzięczności, ale również dla pieniędzy zaoferował pomoc w odszukaniu i uwolnieniu Danusi Jurandówny. Wyprawił się do Szczytna, gdzie ją odnalazł, po czym pomógł Zbyszkowi i Maćkowi odbić dziewczynę.
Dzięki wstawiennictwu biskupa płockiego był posłańcem do Malborka. Sanderus zaniósł również mistrzowi Ulrykowi von Jungingen wypowiedzenie służby zakonowi przez Fulka de Lorche. Służył też przy kościele w Długolesie, jednak znudzony tym zajęciem, wstąpił na służbę u Fulka i jego zbrojnych.

## Recepcja postaci
Według rocznika „Teologia Polityczna” Henryk Sienkiewicz, obrazując stosunek do relikwii, oddawał również ducha epoki, w której zgodnie z podaniami Johana Huizingi zdarzało się, że ciała niedawno zmarłych świątobliwych mężczyzn i kobiet bywały rozczłonkowywane przez wiernych pożądających bliskiego kontaktu ze świętymi.
W odniesieniu do filmu Aleksandra Forda czasopismo filozoficzne następująco opisało postać Sanderusa:

Oszukańczy, aczkolwiek sympatyczny włóczęga, sprzedający takie cudowne artefakty jak szczebel z drabiny, która śniła się patriarsze Jakubowi, bliski swojemu odpowiednikowi u Chaucera, jest postacią niezwykle wyrazistą. Jako reprezentant średniowiecza jawi się jako bardziej „egzotyczny” niż rycerz czy święty, gdyż jego profesja nie opatrzyła się jeszcze odbiorcom, którzy jednak – stereotypowo: za np. Sienkiewiczem właśnie – przypisują jej chciwość i nieczyste intencje.

Kreując postać Sanderusa w Krzyżakach, Sienkiewicz wyśmiewał handel relikwiami. Motyw wędrownego handlarza znalazł odniesienia w wielu publikacjach m.in. na początku XXI wieku – np. w 2010 roku, w obliczu renesansu kultu pozostałości po świętych w Polsce, Andrzej Siciński na łamach „Znaków Czasu” (6/2010) podkreślił wieczność bohatera, twierdząc, że „niestety, wielu nadal wierzy w cudowną moc relikwii”.

## Sanderus w adaptacji filmowej
W filmie, w reżyserii Aleksandra Forda (1960), rolę wędrownego handlarza zagrał Włodzimierz Skoczylas. W porównaniu do powieści, w dziele filmowym wątek relikwii ograniczony został do krótkiej sceny sprezentowania jednej z nich księżnej Annie Danucie i nawet w scenach z Sanderusem pojawił się bardzo pobieżnie.